# جولیا صوالحه
جولیا صوالحه (انگلیسی: Julia Sawalha؛ زادهٔ ۹ سپتامبر ۱۹۶۸) هنرپیشه و صداپیشه اهل بریتانیا است. وی از سال ۱۹۸۱ میلادی تاکنون مشغول فعالیت بوده‌است.

او در فیلم در چله سرد زمستان بازی کرده است